# 奥尼尔 (阿利坎特省)
奥尼尔，是西班牙巴伦西亚自治区阿利坎特省的一个市镇。总面积48km2，总人口6903人（2001年），人口密度144人/km2。